# Yehonala
Yehonala eller Yehe Nara (kinesiska: 叶赫那拉, pinyin: Yehenala) var 1500-talet till 1900-talet en av manchuernas åtta stora klaner. Yeho var från början ett områdes- och stamnamn och Nara (eller Nala) ett släktnamn, men senare kom det att användas ihop som klannamn. Yehonala, som inkluderade såväl manchuer som mongoler, anslöt sig (ofrivilligt) till Nurhacis enande av jurchen 1619. Deras ursprungliga område ligger i dag huvudsakligen i Ryssland på gränsen till den kinesiska provinsen Heilongjiang. Den mest kända klanmedlemmen är Yehonala Xingzhen, mer känd som änkekejsarinnan Cixi. Efter Qingdynastins fall 1912 tog sig många klanmedlemmar något av de kinesiska familjenamnen Ye (叶) eller Na (那).